# Aloe inamara
Aloe inamara là một loài thực vật có hoa trong họ Măng tây. Loài này được L.C.Leach mô tả khoa học đầu tiên năm 1971.